# Osekovo
Osekovo falu Horvátországban, Sziszek-Monoszló megyében. Közigazgatásilag Popovača községhez tartozik.

## Fekvése
Monoszló területén, Sziszek városától légvonalban 18, közúton 22 km-re keletre, községközpontjától légvonalban 6, közúton 8 km-re délre, a Lónyamező szélén fekszik. Közelében halad át az A3-as autópálya.

## Története
Osekovo területe már ősidők óta lakott. Ezt bizonyítja a Gregurec-birtokon található rézkori régészeti lelőhely, ahol a cseréptöredékek mellett néhány szép kidolgozású kőszerszám is előkerült. Az A3-as autópályától 500 méterre délre található Ciglenica nevű gazdag régészeti lelőhely, mely egy római villagazdaság maradványait rejti magában. Az első régészeti leletek a 19. század második felében tűntek fel itt. Az itt talált alapfalak mellett nagy számú cserép- és üvegtöredék, fibulák, ékszerek és pénzérmék kerültek elő. Az épületek díszítéseinek részei, mozaik és freskótöredékek is fennmaradtak. Római épületmaradványok kerültek elő földművelés közben 1994-ben a Gornje Selon fekvő Antolić-birtokról is. Mindkét római lelőhelyet a közeli Kutenya területén az ókorban létezett Varianis nevű településsel hozzák kapcsolatba.
A középkor emléke a Srednje Selo házai alatti réten feltehetően a török ellen épített erőd maradványa, melyet kettős védőfal és a falak közötti árok védett. A romok mintegy 1,6 hektárnyi területet foglalnak magukban. A falak magassága helyenként az egy métert is meghaladja. A leletek alapján a maradványokat a 15. és a 16. századra keltezték.
A település 1773-ban az első katonai felmérés térképén „Dorf Oszekovo” néven szerepel. A 19. század elején rövid ideig francia uralom alá került, majd ismét a Habsburg Birodalom része lett. 1857-ben 1070, 1910-ben 1419 lakosa volt. Belovár-Kőrös vármegye Krizsi, majd Kutenyai járásához tartozott. 1918-ban az új szerb-horvát-szlovén állam, majd később Jugoszlávia része lett. A második világháború idején a Független Horvát Állam része volt. 1991. június 25-én a független Horvátország része lett. A településnek 2011-ben 853 lakosa volt.

## Népesség
| Lakosság változása | Lakosság változása | Lakosság változása | Lakosság változása | Lakosság változása | Lakosság változása | Lakosság változása | Lakosság változása | Lakosság változása | Lakosság változása | Lakosság változása | Lakosság változása | Lakosság változása | Lakosság változása | Lakosság változása | Lakosság változása |
| ------------------ | ------------------ | ------------------ | ------------------ | ------------------ | ------------------ | ------------------ | ------------------ | ------------------ | ------------------ | ------------------ | ------------------ | ------------------ | ------------------ | ------------------ | ------------------ |
| 1857               | 1869               | 1880               | 1890               | 1900               | 1910               | 1921               | 1931               | 1948               | 1953               | 1961               | 1971               | 1981               | 1991               | 2001               | 2011               |
| 1.070              | 940                | 935                | 1.053              | 1.068              | 1.419              | 1.491              | 1.699              | 1.804              | 1.807              | 1.701              | 1.294              | 1.079              | 1.015              | 1.018              | 853                |

## Nevezetességei
- Szent Anna tiszteletére szentelt római katolikus plébániatemploma[6] egy a Lónyamező fölé emelkedő platón épült. A templomot védőfal övezi. A templomot az osekovoi plébánia alapítása után, a 17. században építették. Végső formáját 1751-ben nyerte el. Négyszögletes alaprajzú egyhajós épület kerekített szentéllyel, melyhez az északi oldalról sekrestye csatlakozik. A hajóhoz délről csatlakozik a kápolna, mely szintén félköríves záródású. A harangtorony a nyugati homlokzat előtt áll. A berendezés legértékesebb darabja a szentélyben álló főoltár, mely stílusában átmenet a rokokó és a klasszicizmus között. A templom 1 manuálos, 12 regiszteres orgonája Josip Toplak és Matthias Tasser varasdi műhelyében készült 1783 körül. A templom közelében álló emeletes plébánia 19. századi.
- A falu közösségi házában állandó kiállítás látható, mely a len termesztését és feldolgozását mutatja be a magtól a vászonig, majd a népviselet elkészítéséig. A kiállítást 2007-ben nyitották meg.  A tárgyak többsége a 20. század második és harmadik negyedéből származik.
- A helyi népi építészet emléke a 190. számú ház,[7] amely mintegy 300 éves. Eredeti tulajdonosa a Mikulić család volt, ma a Pokas család tulajdona. A négyszögletes alaprajzú épületet tölgyfából ácsolták és faszegecsekkel erősítették meg. Belső elrendezése eredeti. A bútorzat egy része és régi tárgyai a kutenyai Moslavina múzeumból származnak.